# الهيئة الوطنية للتعليم والتدريب المهني والتقني
الهيئة الوطنية للتعليم والتدريب المهني والتقني هي هيئة حكومية فلسطينية تتولى الإشراف على مؤسسات التعليم والتدريب المهني والتقني في فلسطين ورسم السياسات الخاصة بها.
أنشئت الهيئة بموجب قرار بقانون رقم (4) لسنة 2021، على أن تتبع مجلس الوزراء الفلسطيني، ومقرها رام الله بشكل مؤقت.